# Ласки, Гарольд
Гарольд Джозеф Ласки (англ. Harold Joseph Laski, 30 июня 1893, Манчестер — 24 марта 1950, Лондон) — британский учёный-политолог и политический теоретик, экономист, преподаватель, научный писатель.

## Биография
Родился в семье Натана Ласки, хлопкоторговца-еврея и лидера Либеральной партии и Сары Франкенстейн (англ. Sarah Frankenstein). Школьное образование получил в Манчестерской гимназии, затем на протяжении шести месяцев изучал евгенику под руководством Карла Пирсона. Женившись на женщине-христианке, бывшей на восемь лет старше его, порвал с осудившей его семьёй и отрёкся от иудаизма, объявив себя атеистом. В 1914 году получил докторскую степень по истории в Оксфорде. По состоянию здоровья не был призван на фронт Первой мировой войны и после окончания обучения некоторое время работал в газете Daily Herald.
В 1916 году был назначен преподавателем современной истории в канадском Университете Макгилла, в котором до этого учился два года, также читал лекции с 1916 года в Гарвардском и с 1919 года в Йельском университетах, заведя множество знакомств в Америке с представителями местной элиты. Вернулся в Англию в 1920 году, где стал преподавать в Лондонской школе экономики и в 1926 году получил звание профессора, сохранив его до 1950 года; практически сразу же после возвращения стал активным деятелем Лейбористской партии, в 1920-х годах написал множество политических эссе. С 1930 года Ласки перешёл на социалистические и марксистские позиции, став одним из наиболее видных британских политиков-социалистов межвоенного периода; в своих статьях делал активные намёки на необходимость вооружённого восстания рабочих для смены общественного строя и ввёл понятие «кризис демократии». Последнему были посвящены и три лекции, прочитанные им в 1934 году в Москве по приглашению Института советского строительства и права.
В годы Второй мировой войны активно читал лекции по всей стране и был помощником вице-премьера Клемента Эттли. В 1945—1946 годах был председателем исполкома Лейбористской партии, что во многом произошло из-за успешных для лейбористов выборов 1945 года, но уже в 1946 году был вынужден уйти с поста председателя партии из-за конфликта с Эттли, хотя до 1949 года оставался членом исполнительного комитета партии.
Умер от гриппа.

### Семья
- Брат — Невилл Джонас Ласки (1890—1969), судья, один из лидеров британской еврейской общины, зять Мозеса Гастера. Его дочь (племянница Гарольда Ласки) — журналистка Марганита Ласки (1915—1988).

## Работы
Свои первые крупные работы Ласки написал во время пребывания в Америке: «Основы суверенитета» (1921), «Власть в современном государстве» (1919), «Исследование проблемы суверенитета» (1917), в которых подвергал критике идею так называемого «всепроникающего государства». Работы «Грамматика политики» (1925) и «Свобода в современном государстве» (1930) отражают его взгляды как сторонника демократического социализма, тогда как в 1930-е годы в работах «Демократия в кризисе» (1933), «Государство в теории и практике» (1935), «The Rise of European Liberalism: An Essay in Interpretation» (1936) и «Parliamentary Government in England: A Commentary» (1938) он уже высказывает мнение о необходимости перехода к социализму путём насилия. Во время войны в своих работах «Reflections on the Revolution of Our Time» (1943) и «Faith, Reason, and Civilization: An Essay in Historical Analysis» (1944) призывал к масштабным экономическим реформам. В последние годы жизни занимался исследованием разрастающегося противостояния между СССР и США. В 1948 году опубликовал свой фундаментальный труд «Американская демократия».
- Ласки, Гарольд. Американская демократия: Реферат книги Г. Ласки. — М. : Гос. изд-во иностр. лит., 1948. — 62 с.

Несмотря на невероятную активность и работоспособность, статус парламентария или члена правительства Ласки никогда не привлекал. Теоретик гораздо влиятельнее, чем практик, признавался он в письме другу в 1920-е годы… Ласки был тем, кого принято называть «властителем умов».— 